# Bluebird (film, 2018)
Pour les articles homonymes, voir Bluebird.
Pour plus de détails, voir Fiche technique et Distribution.
Bluebird (A Bluebird in My Heart) est un thriller dramatique belgo-français réalisé par Jérémie Guez, sorti en 2018.

## Synopsis
En Belgique, après avoir purgé sa peine, un étranger, Danny, sort enfin de prison. Bénéficiant d'une liberté conditionnelle surveillée par un bracelet électronique installée autour de sa cheville, il trouve aussitôt refuge dans un petit motel dont la patronne, Laurence, accepte les anciens détenus le temps qu'ils se remettent sur le bon chemin. D'autant plus que son mari est lui-même actuellement en prison... Obligé de respecter un couvre-feu strict, à la fois taiseux et discret comme ancien taulard, Danny trouve un emploi de plongeur dans un restaurant chinois. Pendant son temps libre, il tisse des liens avec la fille adolescente de Laurence, Clara, qui s'ennuie profondément au côté de sa mère. Mais lorsqu'elle est agressée sexuellement sous ses yeux sur le parking du motel, les vieux démons de Danny refont surface et il cherche à la venger quitte à ne plus respecter sa liberté conditionnelle... 

## Fiche technique
- Titre original : A Bluebird in My Heart
- Titre français : Bluebird
- Réalisation : Jérémie Guez
- Scénario : Jérémie Guez, d'après le roman L'Homme de plonge (The Dishwasher) de Dannie M. Martin
- Photographie : Dimitri Karakatsanis
- Montage : Didier Diependaele
- Costumes : Elle Lloyd
- Musique : Séverin Favriau
- Production déléguée : Aimée Buidine, Jérémie Guez, Julien Leclercq et Julien Madon
  - Production exécutive : Philippe Guez et Stéphane Lhoest
  - Coproduction : Cloé Garbay, Nadia Khamlichi, Adrian Politowski et Bastien Sirodot
- Sociétés de production : Atchafalaya Films, Labyrinthe Films et Umedia
- Sociétés de distribution : Les Bookmakers / The Jokers (France)
- Pays de production :  Belgique,  France
- Genre : thriller et drame
- Durée : 85 minutes
- Dates de sortie :
  - États-Unis : 10 mars 2018 (South by Southwest Film Festival)
  - France : 16 juin 2020 (en VOD)

## Distribution
- Roland Møller : Danny
- Lola Le Lann : Clara
- Veerle Baetens : Laurence
- Lubna Azabal : Nadia